# Groupe de NGC 3254
Le groupe de NGC 3254 comprend au moins cinq galaxies situées dans la constellation du Petit Lion. La distance moyenne entre ce groupe et la Voie lactée est d'environ 24,5 Mpc (∼79,9 millions d'al). 

## Membres
Le tableau ci-dessous liste les cinq galaxies du groupe indiquées dans l'article de A.M. Garcia paru en 1993. Les quatre galaxies du catalogue NGC sont aussi mentionnées dans un article publié par Abraham Mahtessian en 1998, mais la galaxie NGC 3245A n'y figure pas.   
| Nom                   | Class.    | Type           | α (J2000.0)   | δ (J2000.0) | Vitesse radiale (km/s) | m    | Distance (Mpc) | Diamètre (kal) |
| --------------------- | --------- | -------------- | ------------- | ----------- | ---------------------- | ---- | -------------- | -------------- |
| NGC 3245              | SA0^0(r)? | Lenticulaire   | 10h 27m 18.4s | 28° 30′ 27″ | 1326 ± 5               | 10,8 | 23,9 ± 1,7     | 56             |
| NGC 3254              | SA(s)bc   | Spirale        | 10h 29m 19.9s | 29° 29′ 31″ | 1355 ± 1               | 11,7 | 24,3 ± 1,7     | 79             |
| NGC 3265              | E?        | Elliptique     | 10h 31m 06.8s | 28° 47′ 48″ | 1319 ± 30              | 12,9 | 25,3 ± 1,8     | 34             |
| NGC 3277              | SA(r)ab   | Spirale        | 10h 32m 55.4s | 28° 30′ 42″ | 1408 ± 7               | 11,7 | 25,3 ± 1,8     | 104            |
| NGC 3245A (PGC 30714) | SB(s)b    | Spirale barrée | 10h 27m 01.1s | 28° 38′ 22″ | 1322 ± 2               | 14,3 | 23,9 ± 1,7     | 83             |

Le site DeepskyLog permet de trouver aisément les constellations des galaxies mentionnées dans ce tableau ou si elles ne s'y trouvent pas, l'outil du site constellation permet de le faire à l'aide des coordonnées de la galaxie. Sauf indication contraire, les données proviennent du site NASA/IPAC.